# Эдна Крабаппл
Эдна Крабаппл, в замужестве — Фландерс (англ. Edna Krabappel, Flanders) — персонаж мультсериала «Симпсоны», озвучиваемый Марсией Уоллес. Работала учительницей в Спрингфилдской начальной школе, преподавала в четвёртом классе.

## Биография
Эдна родилась в Спрингфилде и училась с Гомером Симпсоном в одной школе, однако позже уехала из города (её можно увидеть в эпизоде «Springfield Up»). Она вернулась в Спрингфилд из неназванного города летом 1989 года, после развода с мужем-алкоголиком. Из-за этого она ненавидит бары, кабаки, ночные клубы, а больше всего – таверны. Впрочем, есть и другая версия: в одной из серий со слов Эдны можно понять, что её муж закрутил роман с их семейным психологом-консультантом.
Почти сразу после приезда она познакомилась с Мо Сизлаком, и скоро они полюбили друг друга. Мо хотел увезти Эдну из города, однако перед отъездом она зашла в школу и после короткого разговора с Бартом решила остаться ради таких, как он – детей, которым она нужна. Подобное решение вызвало весьма бурную реакцию у Мо, и они расстались. После этого Эдна осела в Спрингфилде навсегда.
В некоторых ранних сериях Эдну изображают как весьма развратную особу (в основном на вечеринках, концертах и т.д.).
Так, например, именно с ней развлекался на заднем сидении машины повар японского ресторана в эпизоде «One Fish, Two Fish, Blowfish, Blue Fish» в то время, как его помощник готовил рыбу фугу для Гомера. А в эпизоде «Flaming Moe's» она даже приставала к Гомеру, но увидев, что он ею не интересуется, забралась в микроавтобус группы «Аэросмит» и пыталась соблазнить барабанщика, впрочем, тоже безуспешно. В одном из эпизодов Лиза предложила сыграть в монополию, одним из видов которой оказалась «Эднакрабапполия» с Эдной в чёрном нижнем белье и чулках, изображённой на коробке с игрой.
Эдна олицетворяет собой типичную одинокую женщину средних лет: пережившую развод, с букетом вредных привычек, немного циничную, разочарованную в жизни, но не устающую искать своё счастье.

## Отношения со Скиннером
Довольно долго Эдна встречалась с директором школы Сеймуром Скиннером, однако этим встречам мешала его мать Агнес, постоянно беспокоившая его глупыми требованиями. Между ними периодически случались разрывы, однако рано или поздно они снова сходились. Это продолжалось до тех пор, пока на конкурсе «Учитель года» в Орландо Сеймур не сделал ей предложение, на что она согласилась. Их свадьба должна была состояться в гимнастическом зале, но в последний момент Эдна сбежала, засомневавшись в искренности чувств жениха. Затем, она начала встречаться c Джефом Альбертсоном, и он так же сделал ей предложение, однако Эдна предпочла одиночество.
Очевидно, после неудавшейся свадьбы отношения Эдны и Скиннера всё же не окончательно разорваны, как показано в эпизоде «Regarding Margie». В 1 серии 23 сезона у Эдны начались отношения с Недом Фландерсом, что положило окончательный конец отношениям со Скиннером, а к 21 серии Нед и Эдна в тайне от всех поженились.

## Персонаж
Фамилия «Крабаппл» была выбрана в ранних «Симпсонах» сценаристами Уоллесом Володарски и Джеем Когеном, которые обыграли название яблони (англ. crabapple), а также с указанием на учительницу мисс Крэбтри (англ. Crabtree) из серии короткометражных фильмов 1930-х годов «Пострелята», сыгранную актрисой Джун Марлоу. Гомер Симпсон считал, что фамилия Эдны — Крэндел, и пришёл в ужас, что его никто не исправил. Кроме того, изначальная шутка коверкать фамилию персонажа как «Краб-яблоко» (англ. Crab-apple) принадлежит Милхаусу в одном из эпизодов. У Эдны Крабаппл, как и у многих персонажей, была своя запоминающаяся фраза-насмешка «Ха!».

### Причина гибели персонажа
Марсия Уоллес, озвучивавшая персонажа, ушла из жизни 25 октября 2013 г., по словам её сына, причиной смерти стало воспаление лёгких. Штаб «Симпсонов» был осведомлён о её болезни. Шоураннер Эл Джин сообщил: «Я был чрезвычайно опечален, узнав об уходе блестящей и милостивой Марсии Уоллес». Он также сообщил, что и её персонаж уйдёт в отставку. О кончине Уоллес было сообщено в эпизоде «Four Regrettings and a Funeral», в котором шутка на классной доске была изменена на сообщение: «Мы действительно по Вам скучаем, миссис К.». Позднее, в эпизоде «The Man Who Grew Too Much», Нед Фландерс с чёрной повязкой на руке оплакивает Эдну со словами: «Я уверен, что скучаю по твоему смеху», а её портрет присоединился к портрету его первой жены Мод.
Крабаппл появляется в виде призрака в 28 сезоне в эпизодах 1 «Monty Burns' Fleeing Circus» и 20 «Moho House», а также в 9 эпизоде 31 сезона «Todd, Todd, Why Hast Thou Forsaken Me?». В 12 эпизоде 32 сезона «Diary Queen» Барт покупает у Фландерса дневник Эдны и читает, что Эдна очень любила свою кошку.

## Культурное влияние и восприятие
Марсия Уоллес в 1992 году получила Эмми за озвучку Крабаппл в эпизоде третьего сезона «Bart the Lover». IGN назвал «Special Edna» лучшим эпизодом в четырнадцатом сезоне мультсериала. Тильда Суинтон скопировала причёску Крабаппл в фильме «После прочтения сжечь».